# Walthère Frère-Orban
Hubert Joseph Walthère Frère-Orban (Lieja, 22 d'abril de 1812 − 2 de gener de 1896) fou un polític liberal belga i estadista.

## Primers anys
Va néixer a Lieja com Walthère Frère, va estudiar dret a Lieja i a París. Va començar la pràctica del dret en un bufet a la seva ciutat natal. Es va identificar amb el Partit Liberal, i va ser molt prominent en a la controvèrsia amb el clergat catòlic. El 1835 es va casar amb Clara Hélène Orban, filla de l'industrial Henri Orban-Rossius, i va afegir el nom d'Orban el seu cognom.
El 1842 va fondar l'Unió Liberal de Lieja, del qual va romandre president fins a la seva mort. El 1846, va escriure el programa del partit polític liberal. El 1847 va ser elegit membre de la Cambra belga i nomenat Ministre d'Obres Públiques. De 1848 a 1852 va ocupar la cartera d'Hisenda. Va fundar el Banc Nacional de Bèlgica, el franqueig reduït, la supressió de l'impost de premsa i va ser un fort defensor del lliure comerç.
La seva obra, La mainmorte et la Charité (1854-57), dirigida contra els conservadors, va produir un gran efecte sobre la posició de les parts a Bèlgica. Com a resultat, el 1857, els liberals van tornar al poder i Frère-Orban, una vegada més ser nomenat Ministre d'Hisenda en el gabinet de Charles Rogier, a qui va succeir esdevenir l'11è primer ministre el 1868.
El 1870 els catòlics van recuperar la majoria absoluta i el van obligar a retirar-se, però des del 1878 fins a 1884 va tornar al capdavant del govern, sobretot a la ruptura de relacions diplomàtiques amb el Vaticà el 1880 (que van ser restaurades el 1884).

## Filosofia política
Frère-Orban diu: el liberalisme consisteix en l'afirmació de l'autoritat de l'Estat sobre l'Església i la defensa del sistema d'instrucció públic laic contra el clergat; en tot moment es va oposar a l'extensió «indeguda» del sufragi. Al seu temps, a la jova democràcia belga, només 46.000 dels 3,5 milions d'habitants tenien el dret de vot. Frère-Orban com tots les elits temien que les classes baixes –majoritàriament de parla neerlandesa– podrien amenaçar l'status quo de les relacions existents.
Entre altres obres, va escriure La question monétaire. Va fer una distinció entre la llengua i la cultura flamenques i neerlandeses i va concloure que la llengua i la cultura flamenques eren aïllades i sense futur.